# Hackenheim
Hackenheim là một đô thị thuộc huyện Bad Kreuznach trong bang Rheinland-Pfalz, phía tây nước Đức. Đô thị Hackenheim có diện tích 4,31 km², dân số thời điểm ngày 31 tháng 12 năm 2006 là 2018 người.